# Herr Seele
Herr Seele   (Torhout, 13 d'abril de 1959) pseudònim de Peter van Heirseele, és un dibuixant flamenc, autor, actor, presentador i col·leccionista de pianos. Sobretot és conegut pel còmic absurd Cowboy Henk. Inicialment es començà a publicar al diari De Morgen l'any 1981, però passà a publicar-se a la revista setmanal flamenca Humo arran de les crítiques que va rebre pel seu humor pujat de to. Continuà publicant-se fins a l'any 2001. L'any 2014 se li va concedir el Gran Premi del Patrimoni del Festival Internacional del Còmic d'Angulema.
Va assistir al Sint-Jozefsinstituut. Quan tenia setze anys, va anar a l'Acadèmia de Belles Arts de Gant, on va completar els seus estudis de secundària i va continuar un any més en escultura. Després, va aprendre a afinar i reparar pianos a la Ystrad Mynach School, Gal·les.
Llavors anà a viure a Florència, on va aprendre com restaurar-los.
El 1981, va començar Cowboy Henk amb Kamagurka, utilitzant per primer cop el pseudònim de Herr Seele.
Cowboy Henk va ser publicat en diversos països, incloent-hi Brasil (en una revista de còmics anomenada Animal), Escandinàvia i els Estats Units d'Amèrica.
El 1983, Herr Seele comença a actuar per televisió, amb el seu primer espectacle Sfeervol Bullshitten, escrit per Kamagurka. El 1985 va fer una sèrie de 20 capítols, Kamagurka en Herr Seele, escrit pel duo per Dutch VPRO. Després d'aquests primers èxits, els van seguir altres espectacles com Johnnywood, Wees Blij va Conèixer Wat Je Hebt, Lava i Bob & George.
Herr Seele posseeix una de les col·leccions més famoses de pianos històrics en el món, emmagatzemat a Oostende i conté uns dos-cents instruments.